# Johnny Jensen
Johnny Jensen (født 17. februar 1972 i Tønsberg, Norge) er en norsk håndboldspiller, der spiller for den tyske Bundesligaklub SG Flensburg-Handewitt. Han kom til klubben i 2003, og var i 2004 med til at vinde det tyske mesterskab med klubben.

## Landshold
Jensen har i en årrække været en fast del af det norske landshold, som han fik debut for i 1995. Siden da har han spillet 180 kampe og scoret knap 300 mål i landsholdstrøjen. Han deltog blandt andet på hjemmebane i Norge ved EM i 2008, hvor han var med til at besejre Danmark i de to holds første kamp. 

## Eksterne links
- Spillerinfo Arkiveret 15. oktober 2008 hos  Wayback Machine

- Wikimedia Commons har flere filer relateret til Johnny Jensen